# Sósfalu
Sósfalu (1899-ig Sós-Ujfalu, ukránul Новоселиця (Novoszelicja / Novoselitsia), oroszul Новоселица (Novoszelica / Novoselica), románul Dumbrava) falu Ukrajnában Kárpátalján a Beregszászi járásban.

## Fekvése
Nagyszőlőstől 17 km-re keletre a Batár-patak partján fekszik.

## Nevének eredete
Neve az itt folyt sóbányászatra utal. Eredeti neve Csarnatőújfalu volt.

## Története
A település az 1372-ben már létezett Csarnatő határában létesült új faluként. Görögkatolikus temploma a 17. században épült.
1910-ben 558 lakosából 62 német, 492 ruszin volt. Ebből 496 görögkatolikus, 62 izraelita volt.
A trianoni békeszerződésig Ugocsa vármegye Tiszántúli járásához tartozott.

## Nevezetességek
- Görögkatolikus fatemploma - 1669-ben épült. A palánkkal körbekerített, zsindellyel fedett fatemplom gótikus jellegű épület - bár kívülről monumentálisnak látszik - belső tere azonban parányi.

A templomot 1981-ben restaurálták, mely azóta múzeumként működik, de a nagyobb egyházi ünnepeken a görögkatolikus szertartások egy része is itt történik.
- Néprajzi múzeum